# 아마가사키 센터풀마에역
아마가사키 센터풀마에 역(일본어: 尼崎センタープール前駅, あまがさきセンタープールまええき)은 일본 효고현 아마가사키시에 있는 한신 전기철도 본선의 역이다. 역 번호는 HS 11이다.
아마가사키 경정장의 근처역으로 "센터 풀"이란 경정장 경주 연못으로 수영용 수영장이 아니다.
통상은 보통이 정차하지만 아마가사키 경정 개최일에는 저녁 16시 전후에서 17시 전후(경정의 최종 레이스 직후)에는 나라 방면 행의 쾌속 급행과 우메다 행 급행 열차가 임시 정차한다. 또한, 우메다 역에서 출발하는 급행에 대해서도 개최 일자의 10시경부터 12시경까지의 사이에서 임시 정차가 실시되고 있었지만, 2009년 3월의 다이아 개정으로 중단되었다. 다만, SG경주 기간 중에 한하여 나라 방면에서의 쾌속 급행과 함께 임시 정차한다.

## 역사
- 1952년 9월 14일: 임시 역사로 개업.
- 1963년 12월 10일: 국도 제43호선의 건설로 아마가사키 해안선을 폐지하는 보상 조치로 상설화.
- 1994년 1월 23일: 아마가사키 시내 연속 입체 교차 사업에 의한 고가화.
- 1998년 2월 15일: 다이아 개정으로 낮의 쾌속 급행이 우메다 ~ 니시노미야 역 구간의 급행으로 대체되고 임시 정차도 소멸된 대신 해당 시간대를 달리는 급행의 임시 정차 개시.
- 2009년 3월 20일: 본선 준급 설정의 소멸로 정기의 우등 열차의 정차가 없어지고 경정 개최 시의 쾌속 급행 임시 정차 부활.
- 2014년 4월 1일: 역 번호 도입.

## 역 구조
혼합식 승강장 3면 4선의 고가역으로 역의 대합실에서 아마가사키 경정장 정문 앞까지 팬 로드라고 불리는 보도교가 정비되어 있다.
통상으로는 섬식 승강장의 2면 4선만 사용되어 상행 승강장과 동시에 1번 선을 낀 형태로 단선 승강장이 배치되어 있으며, 아마가사키 경정 개최 시의 임시 하차 승강장으로 사용되고 있다.
본 역은 구내로부터 경정장에 입장하지 않고 레이스를 관람하지 않도록 북쪽을 젖빛 유리로 하였다.
본 역에는 우등 열차는 정차하지 않지만 쾌속 급행과 급행이 임시 정차하는 것이 있기 때문에 역 고가화 때 승강장에 발차 안내 표지판이 설치되었다. 초기의 발차 안내표는 한신 전체 역 중 마지막까지 사용된 3색 LED의 것이었지만 현재는 풀 컬러의 것으로 교환되었다.
과거 자동 방송은 고정 음성 유형이었지만, 2006년경에 갱신되어 특급과 급행의 통과역에서는 오이시 역과 함께 상세 방송 도입역이다. 이후, 다른 역과 마찬가지로 2009년 1월 하순에 음성을 갱신하였다.

### 승강장
| 승강장 | 노선   | 방향 | 행선                                         |
| ------ | ------ | ---- | -------------------------------------------- |
| (결번) | 본선   | 상행 | 임시 승강장                                  |
| 1      | ■ 본선 | 상행 | 아마가사키・오사카 (우메다)・난바・나라 방면 |
| 2      | ■ 본선 | 상행 | 아마가사키・오사카 (우메다)・난바・나라 방면 |
| 3      | ■ 본선 | 하행 | 고베 (산노미야)・아카시・히메지 방면         |
| 4      | ■ 본선 | 하행 | 고베 (산노미야)・아카시・히메지 방면         |

- 내측 2선(2,3번 선)이 주로 본선, 외측 2선(1,4번 선)가 대피선이고, 후자는 보통 열차용 승차 위치밖에 설치되지 않았다. 본 역에서 우등 열차를 대피하는 보통 열차는 많아 1,4번 선이 사용되는 기회도 많다.
- 승강장 유효 길이는 한신 차량의 8량 편성분이지만, 1번 선 옆의 임시 승강장은 6량 편성분이다. 긴키 닛폰 철도 차량의 쾌속 급행 임시 정차 대응으로서 "콘6" 정지 위치 목표를 설치하였다. 다만, 승차 위치 표시는 다른역과 달리 붉은 테이프가 붙어 있을 뿐이다.

## 역 주변
1994년에 고가화되기 전까지는 역 북쪽에 작은 광장이 있다, 경정 개최 시에는 호루몬야키 업소, 데키야 등 다수의 노점상이 가게를 냈다.
- 아마가사키 경정장
- 아마가사키 장외 주권 / 샌드 플루 피아
- 한신 전철 마나비 기지
- 스이메이 공원
- 고토우라 신사
- 아마가사키 시청 오쇼 지소
  - 아마가사키 시 오쇼 지역 진흥 센터
- 아마가사키 시립 오쇼 공민관
- 아마가사키 시 오쇼 지구 회관
- 아마가사키 시 오쇼 체육관
- 아마가사키 도이 우체국
- 아마가사키 시립 세이토쿠 초등학교
- 아마가사키 시 소방국 니시 소방서 오쇼 출장소
- 모토하마 녹지
- 후루카와 전공 공장
- 아마도우(복합 상업시설)
- 요모 강 온천
- 한신 버스 하마다 차고 - 국도 제2호선변

## 버스 노선
한신버스 아마가사키 시내선 '한신센터 수영장' 또는 '아마가사키 경정장' 정류장 있음(남행은 '한신센터 수영장', 북행은 '아마가사키 경정장'이 가장 가까운 정류장)
- 북쪽행
  - 30번: 한큐 츠카구치
  - 60번: JR 다치바나(평일 밤에만 운행)
- 남쪽행
  - 30번: 리서치 코어 앞, 무코가와
  - 60번: 스에히로초(평일 오전만 운행)

## 사진

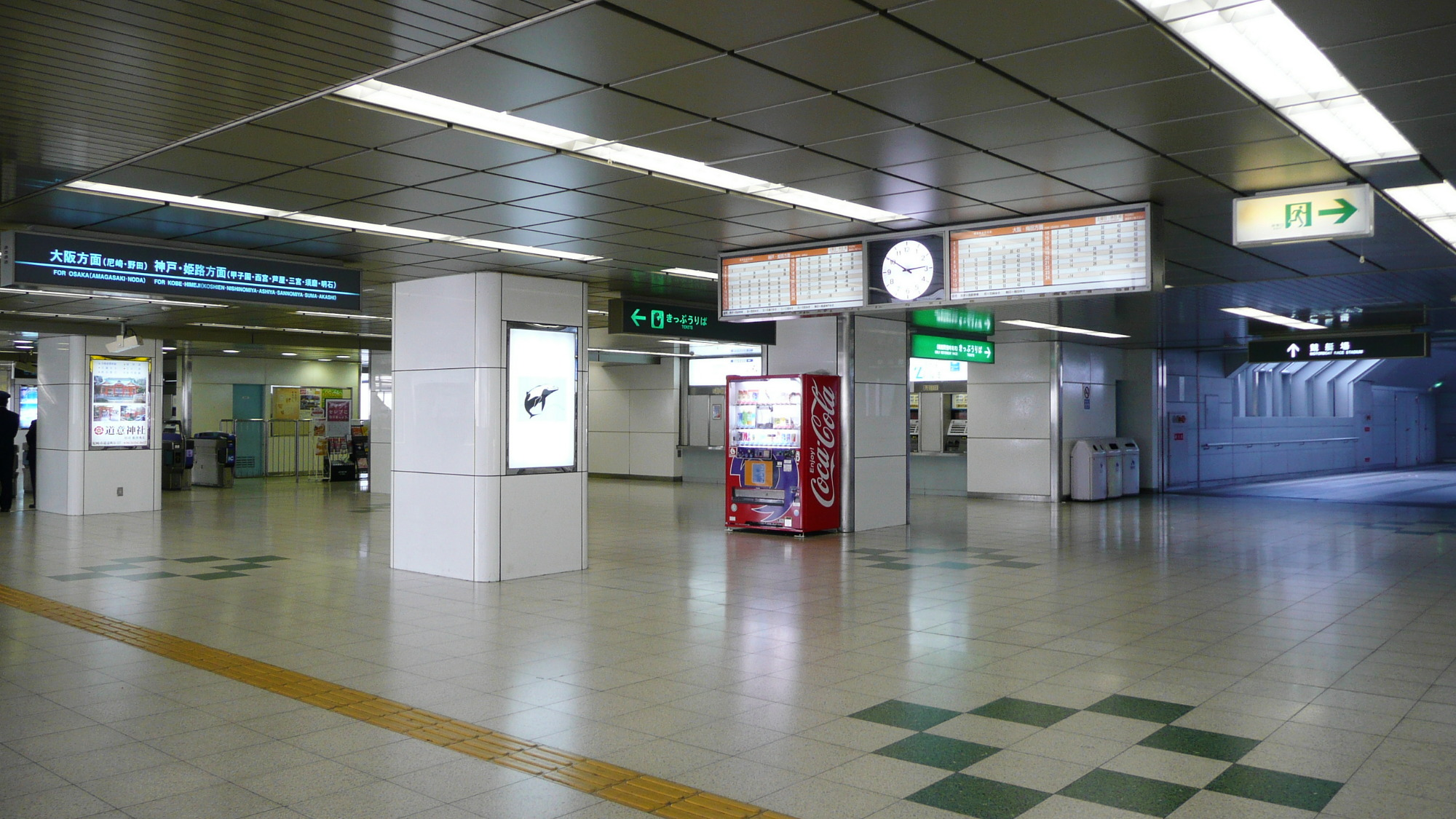
개찰구
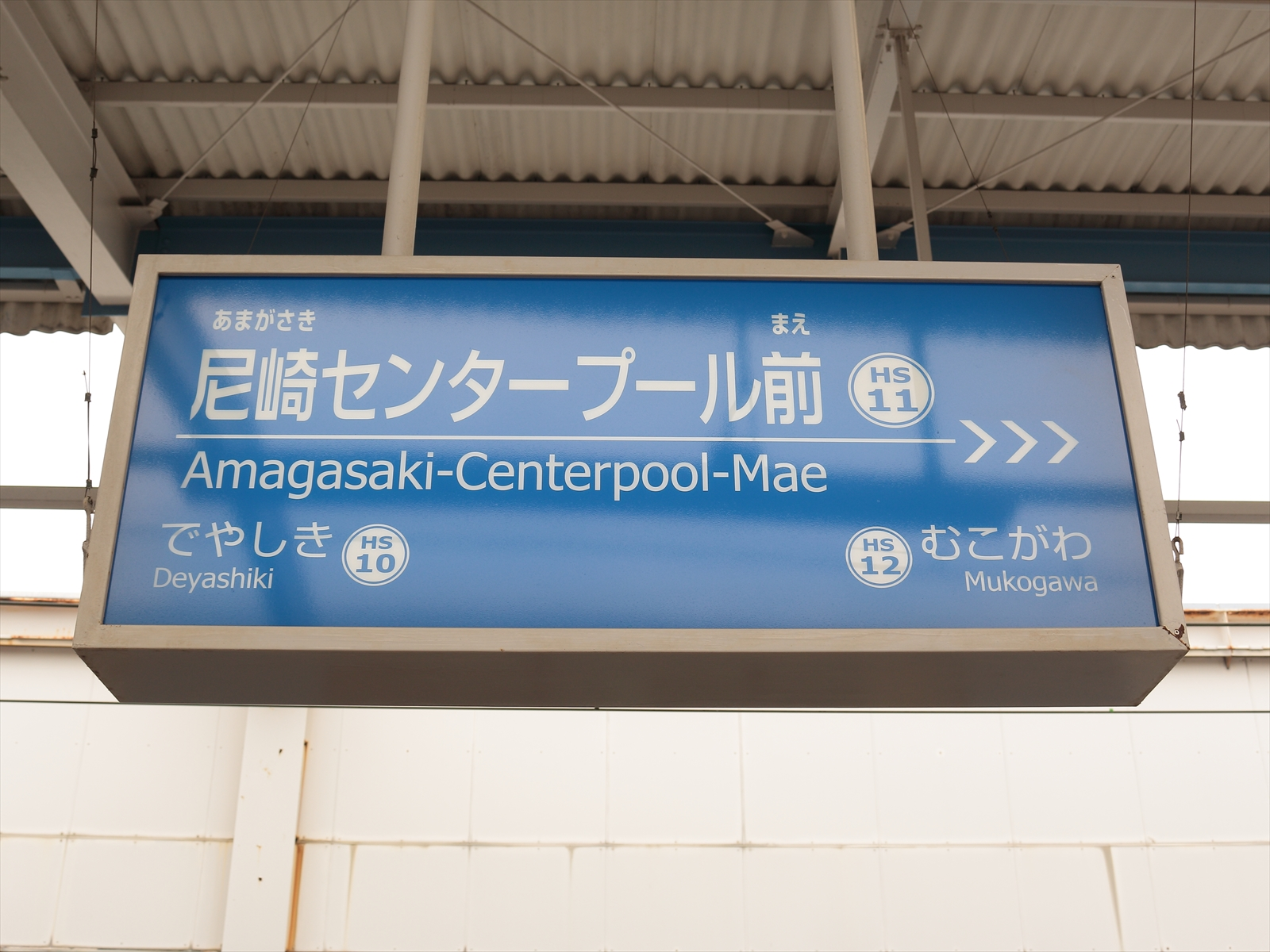
역명판
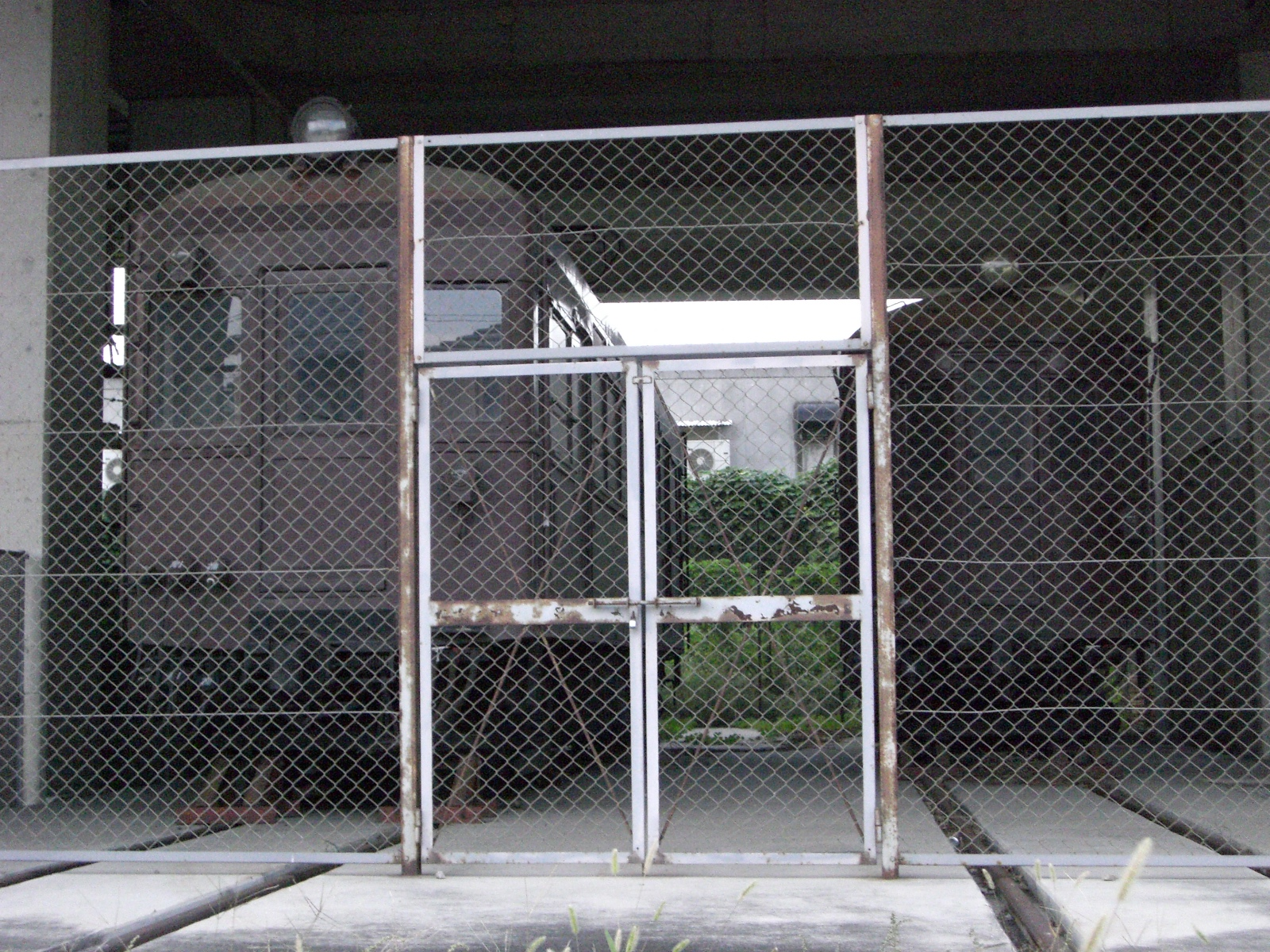
역 인근 고가 밑에 보관된 한신 소형차

## 인접역
| 한신 전기철도 ■ 본선       | 한신 전기철도 ■ 본선 | 한신 전기철도 ■ 본선         |
| -------------------------- | -------------------- | ---------------------------- |
| HS 10 데야시키 우메다 방면 | ■ 보통               | 무코가와 HS 12 모토마치 방면 |